# Racibórz
Racibórz (nemško Ratibor, češko Ratiboř) je mesto v Šleziji (Šlezijsko vojvodstvo, Poljska).
Po podatkih iz leta 2006 ima mesto 60.218 prebivalcev. Mestna površina obsega 74,96 km². Župan je Mirosław Lenk.

## Pobratena mesta
- Kaliningrad, Kaliningrad Oblast, Rusija
- Kędzierzyn-Koźle, Opole Voivodeship, Poljska
- Leverkusen, severnorenska Vestfalija, Nemčija
- Opava, Moravsko-šlezijski okraj, Češka
- Roth bei Nürnberg, Bavarska, Nemčija
- Tysmenytsia, Ivano-Frankivsk Oblast, Ukrajina
- Wrexham, Wales, Združeno kraljestvo